# Bathylinyphia
Bathylinyphia maior és una espècie d'aranya araneomorfa de la subfamília Erigoninae, dins de la família Linyphiidae. És l'únic membre del gènere monotípic Bathylinyphia.
Fou descrit per primera vegada per Kiril Ieskov l'any 1992,
Es pot trobar al Japó, la Xina,  Corea i l'est de Sibèria (Rússia).